# Deadly Sting
Deadly Sting е компилация на германската рок група „Скорпиънс“, издадена в Европа от „И Ем Ай“ на 22 февруари 1995 г. Deadly Sting първоначално е издаден като единичен компактдиск през 1995 г., съдържащ петнадесет песни в основната европейска версия и три допълнителни, в зависимост от територията издаване, като обхваща период с песни, издавани от „Скорпиънс“ между 1979 – 1988 г. Песента Edge of Time (издадена през 1997 г. и като сингъл) фигурира във всички европейски издания, като френското съдържа Still Loving You, Can't Get Enough (Part 1) и Can't Get Enough (Part 2).
През 1997 г., „Мъркюри Рекърдс“ издава в САЩ Deadly Sting като двоен компкатдиск включващ 33 песни, вариращи в периода 1979 – 1995 г. под заглавието Deadly Sting: The Mercury Years, в албума са включени и не издаваните преди това Over The Top и Life Goes 'Round.
Оригиналната обложка на Deadly Sting поражда полемика, тъй като изобразява гола жена, ужилена от скорпиони и поради тази причина е направена нова алтернативна корица, която е използвана при разпространението на албума в Северна Америка.

## Списък с песните

### Европейско основно издание (1995)
1. Coming Home – 4:59 (от албума Love at First Sting)
2. Rock You Like a Hurricane – 4:12 (от албума Love at First Sting)
3. No One Like You – 3:56 (от албума Blackout)
4. Lovedrive – 4:51 (от албума Lovedrive)
5. Bad Boys Running Wild – 3:55 (от албума Love at First Sting)
6. I'm Leaving You – 4:13 (от албума Love at First Sting)
7. Passion Rules the Game – 3:59 (от албума Love at First Sting)
8. China White – 6:57 (от албума Blackout)
9. Walking on the Edge – 5:08 (от албума Savage Amusement)
10. Coast to Coast – 4:52 (от албума Lovedrive)
11. Loving You Sunday Morning – 5:35 (от албума Lovedrive)
12. Another Piece of Meat – 3:33 (от албума Lovedrive)
13. Dynamite – 4:12 (от албума Blackout)
14. Can´t Live Without You – 3:45 (от албума Blackout)
15. Edge of Time – 4:18 (не издавана преди това)

### Бонус песни във френското издание
1. Still Loving You – 3:56 (от албума Love at First Sting)
2. Can't Get Enough (Part 1) (live) – 2:06 (от албума World Wide Live)
3. Can't Get Enough (Part 2) (live) – 1:42 (от албума World Wide Live)

### Американско издание (1997)

#### Диск едно
1. Loving You Sunday Morning – 5:37 (от албума Lovedrive)
2. Lovedrive (Remix) – 4:53 (от албума Lovedrive)
3. Holiday (Remix) – 6:49 (от албума Lovedrive)
4. Make it Real – 3:50 (от албума Savage Amusment)
5. The Zoo – 5:30 (от албума Savage Amusment)
6. Blackout – 3:48 (от албума Blackout)
7. Can't Live Without You – 3:47 (от албума Blackout)
8. No One Like You – 3:58 (от албума Blackout)
9. China White – 6:57 (от албума Blackout)
10. Dynamite – 4:14 (от албума Love at First Sting)
11. Bad Boys Running Wild – 3:56 (от албума Love at First Sting)
12. Rock You Like a Hurricane – 4:14 (от албума Love at First Sting)
13. Coming Home – 5:00 (от албума Love at First Sting)
14. Big City Nights – 4:11 (от албума Love at First Sting)
15. Still Loving You – 6:29 (от албума Love at First Sting)
16. Coast to Coast (live) – 4:53 (от албума World Wide Live)

#### Диск две
1. Don't Stop at the Top – 4:04 (от албума Savage Amusment)
2. Rhythm of Love – 3:49 (от албума Savage Amusment)
3. Passion Rules the Game – 4:01 (от албума Savage Amusment)
4. Walking on the Edge – 5:09 (от албума Savage Amusment)
5. Believe in Love – 5:24 (от албума Savage Amusment)
6. I Can't Explain – 3:22 (от албума Best of Rockers 'n' Ballads)
7. Tease Me Please Me – 4:45 (от албума Crazy World)
8. Don't Believe Her – 4:56 (от албума Crazy World)
9. Wind of Change – 5:13 (от албума Crazy World)
10. Hit Between the Eyes – 4:33 (от албума Crazy World)
11. Send Me an Angel – 4:34 (от албума Crazy World)
12. Alien Nation – 5:45 (от албума Crazy World)
13. Under the Same Sun – 4:54 (от албума Crazy World)
14. Woman – 5:58 (от албума Crazy World)
15. In Trance (live) – 4:13 (от албума Live Bites)
16. Over the Top (Матиас Ябс) – 4:25 (не издавана преди това)
17. Life Goes Around (Клаус Майне) – 3:41 (не издавана преди това)

## Музиканти
- Клаус Майне – вокали
- Рудолф Шенкер – китари
- Матиас Ябс – китари
- Франсис Буххолц – бас китара
- Херман Раребел – барабани

## Позиции в класациите
| Година | Държава   | Позиция |
| ------ | --------- | ------- |
| 1995   | Финландия | 13      |
| 1995   | Франция   | 15      |
| 1995   | Германия  | 28      |
| 1995   | Швейцария | 32      |
| 1995   | Унгария   | 37      |
| 1995   | Австрия   | 39      |